# ولیکا مشتنیکا
ولیکا مشتنیکا (به لاتین: Velika Moštanica}} یک منطقهٔ مسکونی در صربستان است.